# مصلح أباد (مشهد ميقان)
مصلح أباد (بالفارسية: مصلح‌آباد) هي قرية تقع في إيران في قسم مشهد میقان الريفي. يقدر عدد سكانها بـ 311 نسمة بحسب إحصاء 2016.